# Pakaur (distrikt)
Pakur är ett distrikt i Indien.   Det ligger i delstaten Jharkhand, i den östra delen av landet, 1 100 km öster om huvudstaden New Delhi. Antalet invånare är 900 422.
Följande samhällen finns i Pakur:
- Pakaur